# Sárközi Márta
Sárközi Márta, született Molnár Márta (Budapest, 1907. március 21. – Budapest, 1966. augusztus 8.) magyar szerkesztő, ifjúsági író, műfordító.

## Családja
Szülei Molnár Ferenc író és Vészi Margit hírlapíró voltak. Anyai nagyapja Vészi József író, újságíró, országgyűlési képviselő. Első férje Horváth Zoltán publicista, második férje pedig Sárközi György író volt. Gyermekei Horváth Ádám, Horváth Eszter (Lukin László karnagy felesége) és Sárközi Mátyás író. Unokahúga Márkus Anna festőművész. Unokái Lukin Sándor, tévéoperatőr; Lukin Cecília, a Magyar Rádió Gyermekkórusának titkára; Lukin Ágnes, az MTV rendezője; Lukin Gábor, zeneszerző; Lukin Márta opera-énekesnő; Lukin András; Lukin Zsuzsanna, énekes, karnagy és Lukin Katalin, angoltanár.

## Élete
1919-ben családjával Rómába költözött, olasz gimnáziumba járt. Télen Berlinbe telepedtek át. Két évig intézetben nevelkedett, egy-egy évet töltött Drezdában és Lausanne-ban. Ősszel mindig budapesti nagyszüleinél lakott. 19 éves korában házasságra lépett Horváth Zoltánnal. Két gyermekük született, majd elváltak. 1946–1949 között a Válasz kiadója és egyik szerkesztője volt. Az általa alapított Fehér Holló Kiadóvállalat vezetője volt. Több műfordítása jelent meg, leginkább franciából fordított.

## Művei
- Zsófi könyve (Budapest, 1957)